# Велюр (вид шкіри)
Велю́р (від фр. velours < лат. villus — «вовна», «ворса») — тонка шкіра зі штучно нанесеним із внутрішнього боку ворсом (під замшу). З цією метою використовували дрібнозернисті абразивні матеріали. Виготовляють із пошкоджених (на лицевій стороні) шкір овець, телят, кіз тощо.
Велюр використовується переважно для виробництва верхнього одягу і взуття, а також галантерейних товарів. Він має відносно невелику міцність. В процесі носіння верх взуття з велюру швидко промокає, забруднюється і втрачає форму, тому він проходить спеціальну обробку.